# Трунин, Рюрик Фёдорович
Рюрик Фёдорович Трунин (2 марта 1933 — 29 мая 2016) — российский учёный в области экспериментальной физики, дважды лауреат Государственной премии СССР.

## Биография
Родился в селе Тума Рязанской области. Осиротел во время войны. Воспитывался у бабушки, потом в интернате в Горках Ленинских.
Окончил МИФИ (1957).
Работа: ВНИИЭФ (ВНИИ экспериментальной физики, г. Саров) — инженер (1957), старший инженер (1960), зав. лабораторией (1968), начальник отдела газодинамического отделения (1970—1997), с 1997 главный научный сотрудник.
Кандидат (1971), доктор (1983) физико-математических наук, тема диссертаций — экспериментальная физика и газодинамика.
Физик-экспериментатор в области исследований свойств веществ, сжатых сильными ударными волнами, и физических процессов при подземных ядерных взрывах.

## Семья
- жена (1954) — Нина Павловна Гуськова,
  - дети — Михаил, Иван, Алексей.

## Награды
Дважды лауреат Государственной премии СССР (1968, 1989), лауреат Премии Правительства РФ (1996). Заслуженный деятель науки РФ (2004).

## Сочинения
- Рядом с эпицентром взрыва: очерки / Р. Ф. Трунин. — Саров : ВНИИЭФ, 2002. — 400 с. ; [20] л. ил : ил. — ISBN 5-85165-627-1
- А годы летят-: непридуманные истории, Часть 1 / Р. Ф. Трунин. – Саров : РФЯЦ-ВНИИЭФ, 2009 – 212 с. – ISBN 5-95150-121-0, ISBN 978-5-9515-0121-9
- А годы летят-: непридуманные истории, Часть 2 / Р. Ф. Трунин. – Саров : РФЯЦ-ВНИИЭФ, 2009 – 291 с. – ISBN 5-95150-124-5, ISBN 978-5-9515-0124-0
- Вспоминая Льва Владимировича / Р. Ф. Трунин; стр 171-183 в книге Экстремальные состояния Льва Альтшулера / Под ред. Б. Л. Альтшулера, В. Е. Фортова. – М.: ФИЗМАТЛИТ, 2011. – 616 с.      ISBN 978-5-9221-1304-5
- Урок политкорректности / Р. Ф. Трунин; стр 264-267 в книге Яков Борисович Зельдович (воспоминания, письма, документы) / Под ред. С. С. Герштейна и Р. А. Сюняева. – Изд. 3-е, стереотип. – М.: ФИЗМАТЛИТ, 2014. – 416 с. – ISBN 978-5-9221-1532-2